# Bentreff (Rosenthal)
Koordinaten: 50° 57′ 52″ N, 8° 53′ 11″ O
Bentreff ist eine Dorfwüstung in der Gemarkung der Stadt Rosenthal im nordhessischen Landkreis Waldeck-Frankenberg. Der im Jahre 1215 als Bentreffe erstmals urkundlich erwähnte Ort war der Mittelpunkt eines Gerichtsbezirks, des späteren Gerichts Rosenthal, und einer Pfarrei nebst Sendbezirk, war im Jahre 1501 noch bewohnt, fiel danach aber wüst.

## Geographische Lage
Die Siedlung befand sich auf 269 m am östlichen Ufer der Bentreff etwa 2 km südöstlich von Rosenthal zwischen der heutigen Heckmühle und der Neuen Mühle. Dort wurden in den 1960er Jahren das steinerne Fundament einer Kirche, Relikte eines mittelalterlichen Friedhofs und zahlreiche Keramikscherben gefunden. Heute befindet sich dort in unmittelbarer Nähe, aber am gegenüberliegenden Ufer, die Abwasserkläranlage von Rosenthal. Die Landesstraße L 3087 von Rosenthal nach Langendorf und Wohra verläuft unweit westlich der Wüstung entlang der Bentreff.

## Geschichte
Der Ort war wohl schon seit dem 8. Jahrhundert besiedelt und war lange Zeit als Gerichtsort der Zent Bentreff in der Grafschaft Battenberg („Grafschaft Stiffe“ genannt) und als Pfarrei von Bedeutung. Ein Pleban ist 1226 bekundet. Der Ort und seine Umgebung waren Besitz der Grafen von Battenberg und Wittgenstein, aber schon 1238 verkauften Siegfried I. von Wittgenstein und seine Brüder Widekind II. und Werner III. von Battenberg, die ihres Vaters Erbschaft untereinander geteilt hatten, dem Mainzer Erzbischof Siegfried III. die Hälfte ihrer Grafschaft Battenberg nebst Bentreff und jeweils der Hälfte von Burg und Stadt Battenberg und der Kellerburg. 1291 und 1297 verkaufte der kinderlose Graf Hermann II. von Battenberg, Sohn Widekinds II., die verbliebenen Teile seiner kleinen Grafschaft, damit auch die Zent Bentreff, an den Mainzer Erzbischof Gerhard II. Nach Hermanns Tod im Jahre 1314 zog Mainz die Grafschaft ein und ließ sie als Amt Battenberg verwalten. 
Nachdem Erzbischof Matthias von Buchegg um 1327 den Ort Rosenthal gegründet, mit einer Burg bewehrt und zum Mittelpunkt eines neu geschaffenen Amtes gemacht hatte, wurde das Gericht von Bentreff nach Rosenthal verlegt und Bentreff, bis dahin bedeutendster Ort der Gegend, verlor allmählich an Bedeutung, blieb aber von den insgesamt 13 in der Umgebung von Rosenthal innerhalb eines Jahrhunderts von ihren Bewohnern aufgegebenen Wohnplätzen noch am längsten besiedelt. Insbesondere als Mittelpunkt eines Pfarreibezirks blieb Bentreff noch bis 1427 bedeutsam. Erst dann wurde dieser Pfarrsitz nach Rosenthal verlegt, dessen Kirche zuvor Filial von Bentreff gewesen war. Die Siedlung Bentreff war noch bis in die Anfänge des 16. Jahrhunderts bewohnt, und obwohl das Kirchengebäude um 1570 bereits nicht mehr bestand, wurden die Toten von Rosenthal noch bis 1626 auf dem Friedhof von Bentreff bestattet. Erst dann wurde ein neuer Friedhof bei Rosenthal angelegt, um die bei der Pest von 1625 angelegten Pestgräber nicht zu öffnen.